# Badia a Cornano
La badia a Cornano è una chiesa che si trova nella località omonima, a Castel Focognano.
La localizzazione della modesta chiesetta in stile romanico rurale dovrebbe indicare il luogo dove sorgeva l'abbazia camaldolese di Selvamonda. La fondazione del monastero, intitolato a san Salvatore e a tutti i santi, si fa risalire all'XI secolo, da parte di Griffo dei conti di Chiusi e Chitignano. In un primo tempo cenobio di monache, passò poi ai monaci che in seguito alle lotte tra i discendenti di Griffo decisero il trasferimento del monastero a Selvamonda.
Nel 1119 fu acquisito dai camaldolesi, ma i conflitti tra signori locali determinarono la rovina del monastero che nel 1422 venne aggregato a Santa Maria degli Angeli a Firenze.